# Koicja
Koicja (od łac. coitus, coitio – 'spółkowanie, stosunek płciowy') − rodzaj stosunku genealogicznego zachodzącego pomiędzy dwiema osobami płci przeciwnej (tj. kobietą i mężczyzną) a przejawiającego się w związku, którego celem jest spłodzenie i wydanie na świat potomstwa.
Koicja tradycyjnie przybiera formę małżeństwa, ale inne związki (niemałżeńskie) zawarte w takim celu lub posiadające wspólne dzieci – również są zaliczane do koicji. Co więcej, do przykładów koicji należy zaliczyć małżeństwa bezdzietne. W języku potocznym pojęcie "koicji" jest dość często błędnie utożsamiane z pojęciem "małżeństwa" (radykalne zawężenie definicji).
W przypadku sformalizowania koicji w małżeństwie, co do zasady trwa ona dopóki trwa małżeństwo. W razie rozwodu koicja przestaje istnieć od chwili rozwodu, a w razie unieważnienia małżeństwa między danymi kobietą i mężczyzną – koicja z założenia nie istnieje od samego początku, pomimo ceremonii ślubnej.
Wyjątkiem od obu sytuacji jest fakt posiadania wspólnych dzieci (potomstwa). Kolejne wystąpienie przyczyn koicji między tymi samymi osobami (np. powtórny ślub po rozwodzie, kolejne dziecko) nie wpływa na już trwającą koicję. Należy również zaznaczyć, że poczęcie dziecka z inną osobą w trakcie trwania małżeństwa nie wstrzymuje koicji wynikającej z małżeństwa, choć może wytworzyć nowy, równoległy stosunek koicji pomiędzy rodzicami dziecka nieślubnego.
Jeżeli pomiędzy kobietą a mężczyzną zachodzi koicja, to jest ona źródłem różnych innych stosunków genealogicznych. W przypadku przyjścia na świat dzieci, powstaje filiacja pomiędzy dzieckiem a każdym z rodziców i jego wstępnymi z osobna, a wraz z nią pokrewieństwo. W przypadku małżeństwa, pomiędzy krewnymi jednego małżonka a drugim małżonkiem powstaje powinowactwo. Uwaga: nie należy łączyć ustania koicji w genealogii z ustaniem powinowactwa według przepisów prawa, które rządzi się własnymi regułami (powinowactwo trwa pomimo ustania małżeństwa, chociażby bezdzietnego).

## Różnice z innymi pojęciami
Koicja jest pojęciem szerszym od małżeństwa. Może być przyczyną powstania powinowactwa, ale powinowactwo nie występuje pomiędzy samymi współmałżonkami. Koicja ustaje przy rozwodzie lub unieważnieniu bezdzietnego małżeństwa, co nie dotyczy już powinowactwa (trwa dalej). Koicja w razie narodzin dziecka powoduje powstanie filiacji, a z nią pokrewieństwa.